# 埃尔莫 (犹他州)
埃尔莫（英文：Elmo），是美国犹他州埃默里县下属的一座城市。建市于 1908年，面积大约为0.65平方英里（1.7平方公里），海拔约为5,692英尺（1,735米）。根据2010年美国人口普查，该市有人口418人。